# Danmarksbilleder... fra 80'erne
Danmarksbilleder... fra 80'erne er en dansk dokumentarfilm fra 1987 instrueret af Ib Makwarth.

## Handling
Denne artikel mangler et handlingsreferat. Hjælp os med at skrive det.